# Mmbi
株式会社mmbi（エムエムビーアイ、mmbi, Inc.）は、かつて存在した移動受信用地上基幹放送の認定基幹放送事業者である。マルチメディア放送を全国放送していた。

## 概要

### 事業開始前
2006年12月に、地上アナログテレビ放送停波後のVHF-high帯の周波数（207.5-222MHz）を利用して主に携帯端末に動画や音楽、電子書籍などの大容量コンテンツ配信を提供するために、フジテレビジョン、伊藤忠商事、NTTドコモ、スカイパーフェクト・コミュニケーションズ（現・スカパーJSAT）、ニッポン放送の5社によりマルチメディア放送企画LLC合同会社（Multimedia Broadcasting Planning LLC. 略称：MMBP）として設立。フジサンケイグループのフジテレビジョンとニッポン放送が合わせて40%を出資していたためフジテレビジョンが代表社員となる。
2009年1月に株式会社マルチメディア放送に改組後、2月に第三者割当増資によりNTTドコモの子会社となった。
東京スカイツリー開業とほぼ同時期の2012年4月までにISDB-Tmm方式を利用したマルチメディア放送のインフラの構築とサービスの提供を目指し、KDDIが中心となるメディアフロージャパン企画のMediaFLO方式と1枠の周波数帯をめぐり、両者に対する3度の電波監理審議会での公開討論会などを経て2010年9月に移動受信用地上放送事業者の認定を受けた。
2011年1月に受託放送役務を行う受託放送事業者（現・放送局設備供給役務を行う基幹放送局提供事業者）たる子会社・ジャパン・モバイルキャスティング（以下、Jモバと略）を会社分割により設立し、2月に同社へ先述の認定を譲渡、4月に社名を株式会社mmbiに改称した。9月に認定基幹放送事業者となるべく総務省に認定申請をしたが、受付結果に他の申請者は無く、10月に唯一の移動受信用地上基幹放送事業者の認定を受けた。
2012年4月よりNOTTVの名称でサービスを開始した。

### 事業開始後
開始当初、「単年度黒字化については開始から3〜4年後の達成を見込んでいる」としていたが、依然としてmmbi以外にマルチメディア放送に参入する事業者が無く、Jモバに参入条件を緩和させた。これに応じたのは、スカパー・エンターテイメント、アニマックスブロードキャスト・ジャパン、AXNジャパン、フジテレビジョン、日本映画衛星放送（現・日本映画放送）の5社でテレビジョン放送として参入するというもので、実際は衛星放送のサイマル放送にすぎないものであった。総務省も移動受信用地上基幹放送でテレビジョン放送ができることとした。
2015年4月から6チャンネル（フジテレビジョンは2チャンネル）のテレビジョン放送が開始され、mmbiも視聴料を割り引くNOTTVパックを発売開始した。
事業開始後の赤字は累積する一方で6月には3年間で1000億円近くに達することが明らかになり、11月27日に2016年6月末をもってNOTTVを終了、Jモバも事業停止し5社6チャンネルのテレビジョン放送も終了すると発表した。
2016年3月末までにNTTドコモはmmbiを完全子会社化。6月30日にNOTTVは終了し、翌7月1日に事業終了後の残務整理促進のため、mmbiがJモバを、NTTドコモがmmbiを吸収合併して、mmbiはJモバともども解散した結果、約9年半の歴史に幕を閉じた。

## ISDB-Tmm
ISDB-Tmmは、日本のデジタルテレビ放送で使用しているISDB-T方式を発展させたマルチメディア放送用の規格である。ISDB-Tにマルチメディアの略であるmmをつけISDB-Tmmと呼ぶ。リアルタイムで放送を受信するだけでなく、受信したデータを蓄積して任意のときに視聴できる蓄積型放送も可能である。
標準方式として、総務省令標準テレビジョン放送等のうちデジタル放送に関する送信の標準方式第4章第2節に規定される。ちなみにMediaFLO方式は同章第3節に規定される。
本規格はソフトバンクモバイル（現・ソフトバンク）も支持を表明していたが、対応端末は発売されなかった。

## 事業収支
事業開始後の収支について決算公告から抜粋する。
| 決算期      | 売上   | 営業損失 | 経常損失 | 当期純損失 | 利益剰余金 | 出典                           |
| ----------- | ------ | -------- | -------- | ---------- | ---------- | ------------------------------ |
| 2013年3月期 | 11.44  | 216.41   | 216.31   | 215.89     | -325.35    | 官報平成25年6月21日号外第132号 |
| 2014年3月期 | 60.76  | 166.72   | 168.53   | 168.08     | -493.44    | 官報平成26年6月25日号外第142号 |
| 2015年3月期 | 156.05 | 27.81    | 316.00   | 502.78     | -996.22    | 官報平成27年6月25日号外第132号 |
| 2016年3月期 | 83.78  | 70.88    | 78.94    | 169.85     | -1,166.70  | 官報平成28年6月10日号外第129号 |
| 単位は億円  |        |          |          |            |            |                                |

## 沿革
2006年（平成18年）
- 12月6日 - マルチメディア放送企画LLC合同会社として設立[12]。フジテレビジョン内に本社を置いた。

2009年（平成21年）
- 1月9日 - 株式会社マルチメディア放送に組織変更[13]。
- 2月2日 - 第三者割当増資を実施、NTTドコモの出資比率が51%となる。

2010年（平成22年）
- 6月4日 - マルチメディア放送用特定基地局開設計画を提出。
- 9月9日 - 特定基地局開設計画が認定され、事業免許を取得[14]。

2011年（平成23年）
- 1月11日 - Jモバを設立。
- 2月16日 - Jモバへの認定開設者の地位承継が許可される[15]。
- 4月1日 - 社名を株式会社mmbiに変更[16]。
- 6月27日 - 本社を港区赤坂に移転[17]。
- 10月13日 - 移動受信用地上基幹放送事業が認定される[18]。
- 11月29日 - 資本金を8.4億円（資本準備金込みで15億円）から248.9億円（同496億円）に増資[19]。NTTドコモの出資比率が60.45%となる。

2012年（平成24年）
- 4月1日 - NOTTVサービス開始[20]。
  - 出資比率からマスメディア集中排除原則にいう支配関係にあるのはNTTドコモとされた[21]。
- 5月1日 - 日本民間放送連盟に準会員として加盟。

2013年（平成25年）
- 12月10日 - 支配関係にあるのは日本電信電話（NTT）とされた[22]。
  - マスメディア集中排除原則を規定する総務省令が改正された[23]ことによる。

2015年（平成27年）
- 4月1日 - Jモバが「フジテレビONE」・「フジテレビTWO」・「時代劇専門チャンネル」・「AXN」・「アニマックス」・「スカサカ!24時間サッカー専門チャンネル」を放送開始。mmbiはNOTTVパックを発売[24]。
- 11月27日 - 2016年6月末にNOTTV終了、Jモバも事業停止すると発表[25]。
- 12月17日 - NOTTVの新規受付けを全て終了[26]。

2016年（平成28年）
- 3月31日 - この日までにNTTドコモの完全子会社となる[10]。
- 6月30日 - 正午にNOTTV終了。
- 7月1日 - Jモバを吸収合併した上でNTTドコモに吸収合併され解散[10]。